# Brandade

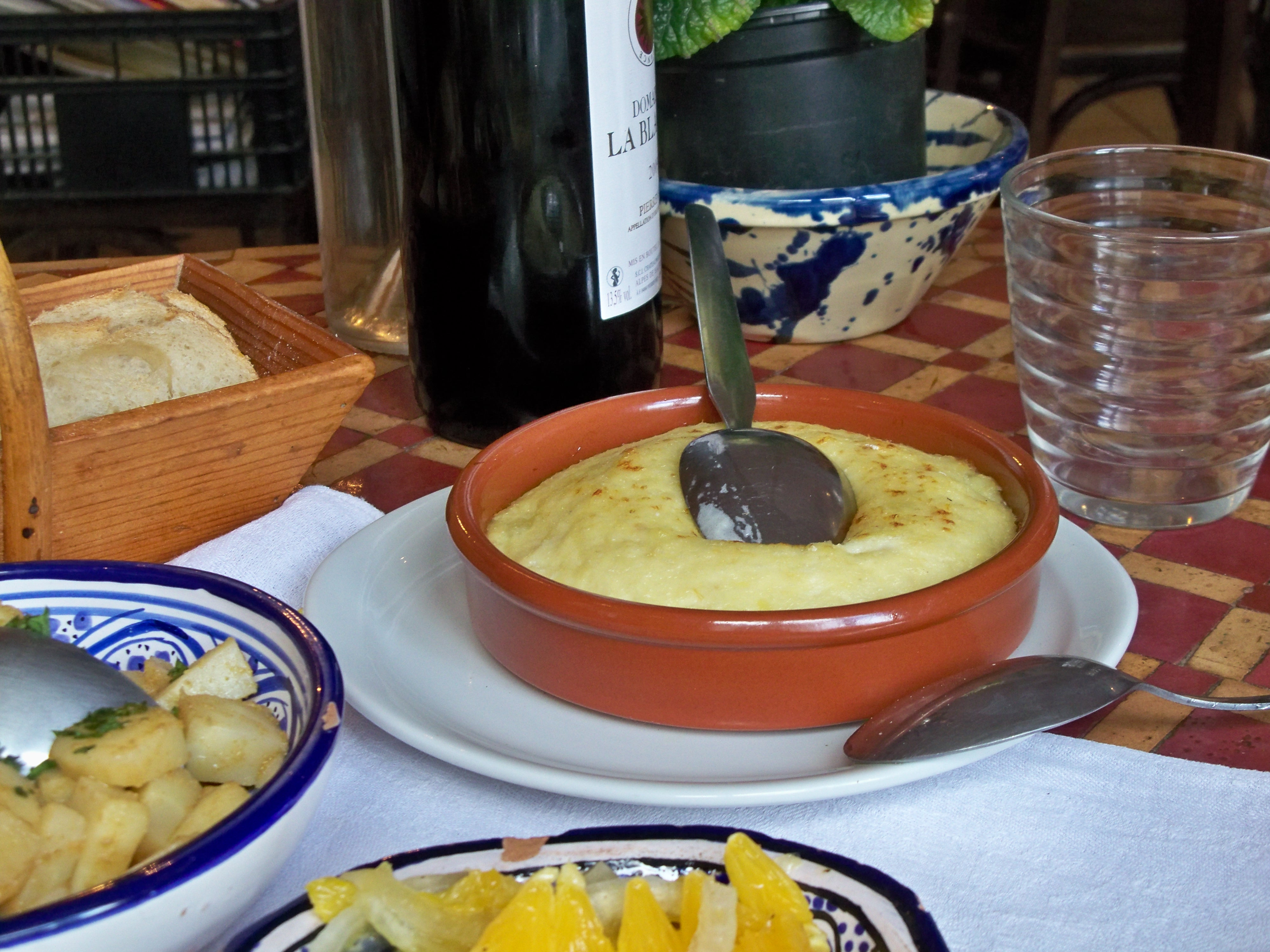
Brandade de morue

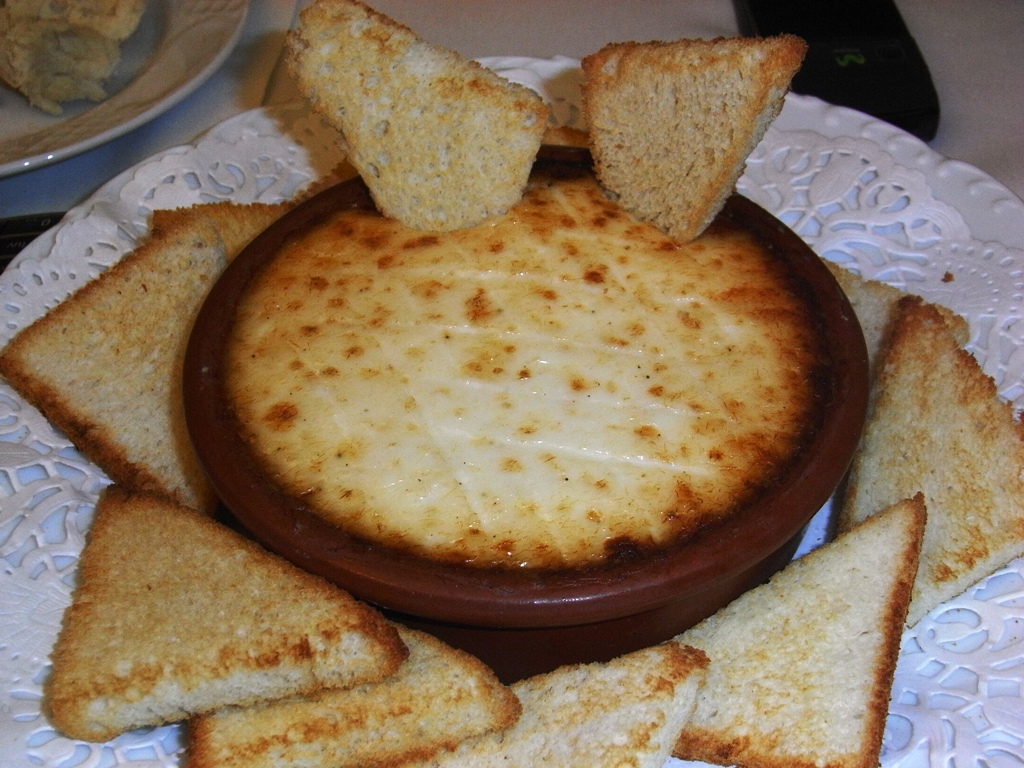
Spaanse brandada de bacalao

Brandade (Frans) of brandada (Catalaans en Spaans) is een puree gemaakt van vis en andere ingrediënten zoals aardappels, groenten en olijfolie. Het gerecht heeft zijn oorsprong aan de noordwestelijke Middellandse Zeekust, met name in Ligurië, de Provence, Languedoc-Roussillon, Catalonië, de provincie Valencia en de Balearen. Ook in stedelijke specialiteitenrestaurants in het achterland wordt veelal brandade geserveerd. De bekendste variant van het gerecht is de brandade de morue, een specialiteit uit Nîmes bestaande uit puree van kabeljauw. In Portugal en rond de Noord-Spaanse Golf van Biskaje komen vergelijkbare gerechten voor.
Vooral in Frankrijk wordt brandade ook in kant-en-klaarverpakkingen verkocht.